# Сердика (крепост)
Вижте пояснителната страница за други значения на Сердика.
Крепостта Сердика е археологически обект, разположен в центъра на град София, България.
Централното историческо ядро на София, което обхваща антична Сердика и средновековния Средец, е обявено за историко-археологически резерват в брой 47 на Държавен вестник от 1976 г.
Градът на тракийското племе серди е завладян от римските легиони в 27 пр.н.е. след упорита съпротива и нанесени им тежки загуби в кампанията в края на големия поход срещу траките на римския пълководец Марк Лициний Крас. Преди това, в 45 г. пр.н.е., Рим окончателно премахва независимостта на Тракийското царство. При Марк Улпий Траян (98 – 117 г.) на Сердика е даден имперски статут на самоуправляващ се град, наречен е на негово име Ulpia Serdica и вероятно тогава започва по-сериозното ѝ укрепване.
Централната късноантична крепост на Сердика е построена в цялост през 176 – 180 г. при съвместното управление на римските императори Марк Аврелий и сина му Комод, с размери около 340 х 560 m (17,5 ха).
Император Константин Велики (306 – 337 г.) е пребивавал дълго време в Сердика и е останал известен с израза „Сердика е моят Рим“. Вероятно по негово време крепостта на града е разширена с още 5 пъти по-голямо пространство – 85 ха на север, преминаващо отвъд дн. Лъвов мост.
В източна посока над амфитеатъра извън установената днес централна част на крепостта на Сердика също е открит масивен античен крепостен зид и кули край дн. ул. „Московска“, което дава основание на Сава Бобчев да разположи там кастела цитадела на града на възвишението в района на сегашния Царски дворец (днес НХГ), но по-нататъчни подробни археологически изследвания не са правени.

## История
Сердика е превърната в силна крепост от император Марк Аврелий с куртина (стена) с кръгли и триъгълни кули и четири порти към четирите посоки на света, всяка защитена с бастион от двойни кули. Първата крепост вероятно е била с четириъгълна форма. От вътрешната страна на крепостните стени вървял обходен път, наречен интервалум. Строителният надпис за изграждането на крепостната стена е почти изцяло запазен. Открит е при западната порта на Сердика и ясно свидетелства за времето, в което е бил положен:
„На добър час! Най-великите и божествени императори цезари – Марк Аврелий Антоний Август, победител на германите, победител на сарматите, баща на отечеството, велик жрец и Луций Аврелий Комод Август, победител на германите, победител на сарматите, дадоха крепостни стени на Среднополис, когато управител на провинция Тракия бе Азелий Емилиан“.
Площ от около 16,5 – 17,5 ха, заграждана от крепостните стени, още тогава се е оказала твърде недостатъчна за развиващия се град и затова много сгради и храмове са построени извън крепостната стена. Първата крепостна стена била силно повредена през III в. и е била възстановена през IV в. в надстройка на цокъла със смесена зидария (т.нар. „опус микстум“), като е бил притъпен северозападния ъгъл.
Втора външна крепостна стена с кръгли и правоъгълни кули от север, обхващаща огромната площ от нови още 85 ха е изградена при император Константин Велики (306 – 337 г.). Градските стени пострадали много при опустошаването на града от готи в III в. и хуни в V в. Това наложило при управлението на император Юстиниан I (527 – 565 г.) крепостта на Сердика да бъде възстановена и изцяло обновена с поправени и усилени фортификации. Направен е тухленият пояс и триъгълните кули, за което свидетелства известието на Прокопий Кесарийски за укрепяването на Сердика. Крепостната стена е доукрепена, като става още по-висока и почти два метра по-дебела, а между старите кръгли кули, които са били през 50-ина метра по протежение на зида, са изградени и нови, триъгълни. Тогава през VI в. бастионите при градските порти на Сердика от подковообразни стават петоъгълни.
На 9 април 809 г. - Великден, гражданите отварят вратите пред обсадилия крепостта хан Крум и Сердика е присъединена към България. Твърдението, че българският владетел разрушава крепостта и едва ли не изтребва населението, е крайно пресилено и противоречи на данните от археологическите проучвания. 
Разрушаването на крепостните стени се отнася към ХIV в., след като София е превзета и разсипана от турците. Северно от западната порта е установен дълбок прорез в стената, което обстоятелство е накарало някои да предположат, че на това място турците са направили пробив в стената при превземането на града. 
В 1432 г. френският рицар Бернтрандон Де Ла Броиер, връщащ се от Светите места, минава през София и описва града, наречен от него „най-хубавият в цяла България, на име София“, той посочва, че „градът е български и населението му само чака помощ отвън, за да въстане и да се освободи“ и специално отбелязва, че „крепостта му е разрушена до основи, а цветущият преди нашествието град е изцяло разсипан от поробителя“. Това потвърждава, че стената окончателно била масово разрушена до обитаваното ниво през ХV в., само отделни нейни ниски фрагменти са се запазили до първите години след Освобождението, изобразени на гравюрите на Обербауер. Те изчезват скоро разчистени при благоустрояването, самосрутили се или използвани като строителен материал от нарастващото население на младата българска столица.
В 1969 г. с изграждането на подлеза пред тогавашния Партиен дом е първата значима реставрация и представяне на част от крепостта.

## Особености
Сердика има три крепостни стени, строени през различни строителни периоди. Разкопките показват, че градът многократно е разрушаван при нашествия и войни последователно от готи, хуни, авари, славяни, българи и турци, а повечето от разрушенията не са възстановявани.
Източната част на крепостта се простира от зелената площ пред хотел „Рила“ до минералния извор на пресечката между улиците „Сердика“ и „Искър“.
Северната стена е достигала близо до ъгъла на улица „Екзарх Йосиф“ и булевард „Княгиня Мария-Луиза“, оттук стената прави чупка в югозападна посока и минава под Халите.
Западната стена следва посоките на улиците „Вашингтон“ и „Лавеле“ и стига до днешната Съдебна палата.
В Сердика се е влизало през четири градски порти, като се предполага, че всяка от тях е била увенчана с голям каменен блок с тържествен надпис, документиращ строежа. В подлеза е изложен един от тези блокове, но не от източната, а от северната порта, разкрита непосредствено под кръстовището „Мария Луиза – Екзарх Йосиф“.
В подлеза на Ларгото е разкрита източната градска порта на късноантична Сердика. Тя дава само частична представа за яката крепостна стена, опасвала някогашния главен град.
Южната стена е засвидетелствана под сградите на „Алабин“, за да се свърже с източната стена при хотел „Рила“.
Западната порта може да се види отчасти под нивото на улица „Вашингтон“, в двора на новата католическа катедрала.
Първоначалната крепостна стена след варварските нашествия е преустройвана, като стените се издигали на 10 метра над земята, а кулите – на 14 метра.
Кулите по вътрешната крепостна стена се редуват – триъгълни и кръгли кули, а при портите са петоъгълни. Разстоянието между осите на кулите по западния и южния фронт е средно по 200 римски фуса (59,2 m), а по източния вероятно е било около 44 m.
Крепостта е обхващала района, очертан от днешните улици „Леге“, „Алабин“, „Позитано“, „Вашингтон“, „Екзарх Йосиф“ и „Сердика“. Към VI в. тя е имала следните размери: в посока изток-запад ширината е била 337,8 m, а в посока север-юг дължината е била 562,2 m.
Установена е допълнителна външна крепостна стена (протейхизма) при източната и западната порта. Предполага се, че тя е следвала очертанията и посоката на вътрешната крепостна стена на разстояние около 20 m външно от нея.
Заради разрастването на града от север бил изграден и трети външен пояс, но по-скоро защитена със стена с кръгли и правоъгълни кули, е нова градска 5 пъти по-голяма от дотогавашната територия от 85 ха. Северно новата стена минава в пространството между успоредните улици „Козлодуй“ и „Клокотница“, достига на североизток ъгъла на „Козлодуй“ и „Веселец“, а на северозапад до улиците „Козлодуй“ и „Охрид“ и от тези две места върви на юг, преминава реката, но как се свързва със старата крепост не е изяснено.
По северната стена на външния град има редуване на четвъртити и кръгли кули. 
Датирането на двете външни стени е непотвърдено и се отнася в периода между управлението на Константин I Велики и Юстиниан I Велики. Предполага се, че двата грандиозни строителни проекта е възможно да са започнали едновременно, но само протейхизмата да е била затворена, а стената на външния град да не е била довършена докрай.
Дебелината на стената е 3,80 m по протежение на стените, а там, където има стълби, достига до 6 m.
Южната граница на територията на Улпия Сердика е бил Боянски ручей, който е минавал диагонално до прочутата Баш Чешме и е продължавал по ул. „Солунска“, пл. Славейков, Народния Театър, ул. „Аксаков“ и през старата зоологическа градина и образува заедно с Перловската река първоначалния гьол, който по-късно се превръща в езерото Ариана (план – инж. Бартел 1892 г.)
Южното предградие на антична Сердика достига до Боянския ручей. Един от най-големите паметници на това предградие е храмът на Серапис, под пл. Гарибалди и централата на профсъюза „Подкрепа“. За щастие всички фрагменти от този храм и неговия перистил са запазени и изложени в Националния исторически музей.
Северното предградие на Сердика е достигало близо до Владайската река. Там също са открити фрагменти от големи обществени сгради.
Източното предградие продължава до бъдещата църква „Св. София“. Там се намира античният театър прераснал след това в амфитеатър.
Западното предградие достига до пл. „Ереван“ зад Министерство на земеделието. Там Сава Бобчев е открил голяма трикорабна базилика и две римски гробници. Там са открити още пет гробници между притвора и един от страничните кораби на базиликата. Тези четири предградия обясняват защо любимият град на Траян, Улпия Сердика, не е сред най-големите антични градове по нашите земи.
Около крепостта вън от нея са открити и още различни фортификации – квадрибург в дн. кв. Орландовци, голям укрепен късноантичен християнски комплекс в кв. Лозенец над Южния парк, римски вили при дн. Медицинска академия, кв. Стефан Караджа, Гара Искър, кв. Филиповци, Обеля, и в кв. Хаджи Димитър.

## Проучвания
Първите описания на останки и изследване на фрагменти от крепостта дава Феликс Каниц в 1871 г. Веднага след Освобождението на България от османска власт по темата работят Константин Иречек в 1879 – 1884 и от Йозеф Обербауер през 1895 – 1896 г. като главен „рисувател“ към кадастралното отделение на Софийската община, изготвя подробен план на „Аврелиановата стена около старата „Улпия Сердика“ в нейното протежение в северната страна на града „Сердика, Средец, Триадица, София“. Негово дело са и отделни планове в увеличен мащаб на кули по куртините, няколко акварела, реконструкцията на Сердика като цяло (всъщност само на северната част на крепостта, която тогава се счита, че е всичко) и на северната порта. Реконструкциите показват личащите все още над терена основи на северната „Константинова“ крепостна стена, стоящи северно от Лъвов мост. В 1907 г. военният инженер С. Добревски публикува заснетите от него фортификационни останки и дава предполагаем общ план не само на северната, но и на цялата „Софийска крепост“, първи опит в тази насока. В 1934 г. той издава труда „За крепостта на Сердика“, в който систематизира предходните си публикации. За пръв път южната (централна) крепост е изследвана, когато се разкриват нейни зидове при строежа на Съдебната палата през 1929 г. През 1943 г. арх. Сава Бобчев публикува подробното си изследване „Сердика. Материали за изучаване на устройството на града“. Показани са таблици, планове и чертежи на обектите, посочени са кули и стена на цитаделата кастел на града, източно от Аврелиановата стена и споменати още от Иречек.
Мащабното разкриване на централната крепост на Сердика започва след разрушенията от англо-американските бомбардировки над София нанесени в 1943/44 г. с изграждането на новия център на града – т.нар. „Ларго“ с Партийния дом. През 1949 – 1953 г. в пространството между строящите се тогава сградни комплекси на хотел „Балкан“ (дн. Шератон), Министерството на електрификацията (по-късно Държавен съвет, днес Президентство), Детмаг и ЦУМ, Министерството на тежката промишленост (днес Министерски съвет) са открити останки от тракийското селище, върху което следва пластът с основи от сгради на римския град Улпия Сердика. Още с подготовката на терена Археологическият институт и музей при БАН предприема археологически изследвания на античния и средновековен град - от 1949 до 1953 г. След това разкопките се извършват от Музея за история на София. Археолозите са под силен натиск от строителите и не успяват да проучат всички останки, да запазят откритата амфитеатрална сграда на градския сенат и други. В периода на социализма заслуги за проучванията имат отново арх. Сава Бобчев, проф. Магдалина Станчева, арх. Стефан Бояджиев и др.
Находките са частично изложени на повърхността в двора между хотел Балкан и Министерството на електрификацията след завършването на сградите през 1954 г. Показана е и кръглата кула при каптажа на минералния извор на ъгъла на дн. ул. „Искър“ и ул. „Сердика“, експонирана през 1955 г. С построяването на подлезите пред ЦУМ и Партийния дом в 1969 г. е изложено и подземното ниво. Последните разкрити и експонирани части са там в началото на 2-рото десетилетие на 21 век в периметъра на католическата църква, джамията и пред Министерския съвет. На 31 август 2012 г. е отворена частта западно от ЦУМ, като работата в целия периметър от католическата църква до бившия Партиен дом продължава.